# Diogo de Jesus Jardim
Diogo de Jesus Jardim, O.S.H. (Sabará, cerca de 1730 - Lisboa, 30 de maio de 1796) foi um prelado da Igreja Católica português, bispo de Olinda e de Elvas.

## Biografia
Nascido em Sabará, foi ordenado diácono em 18 de março de 1754 e em 13 de abril, ordenado padre.
Foi nomeado bispo de Olinda por Dona Maria I em 1 de setembro de 1784, sendo confirmado pelo Papa Pio VI em 14 de fevereiro de 1785 e sendo consagrado em 17 de abril do mesmo ano, pelas mãos de Dom António Caetano Maciel Calheiros, arcebispo-auxiliar de Lisboa. Tomou posse da diocese em 29 de novembro, por procuração.
Chegou a Olinda em 1 de janeiro de 1786 e deu entrada solene no mesmo dia. Durante sua prelazia, tentou moralizar os costumes locais, proibindo missas noturnas, solenidades em capelas particulares, que novenas fossem realizadas separando-se homens de mulheres e publicou um regimento disciplinando os salários na Sé; também permitiu a renovação dos votos batismais anualmente na festa da Santíssima Trindade, concedendo indulgência plenária e substituiu uma procissão por missas públicas para pedir chuvas, durante a seca.
Em 16 de maio de 1793, partiu para Lisboa para tratar de sua saúde. Em 30 de outubro desse ano, foi eleito Bispo de Elvas, sendo confirmado pelo cabido da Sé em 21 de fevereiro de 1794.
Faleceu em Lisboa em 30 de maio de 1796.